# Rudolf Lion

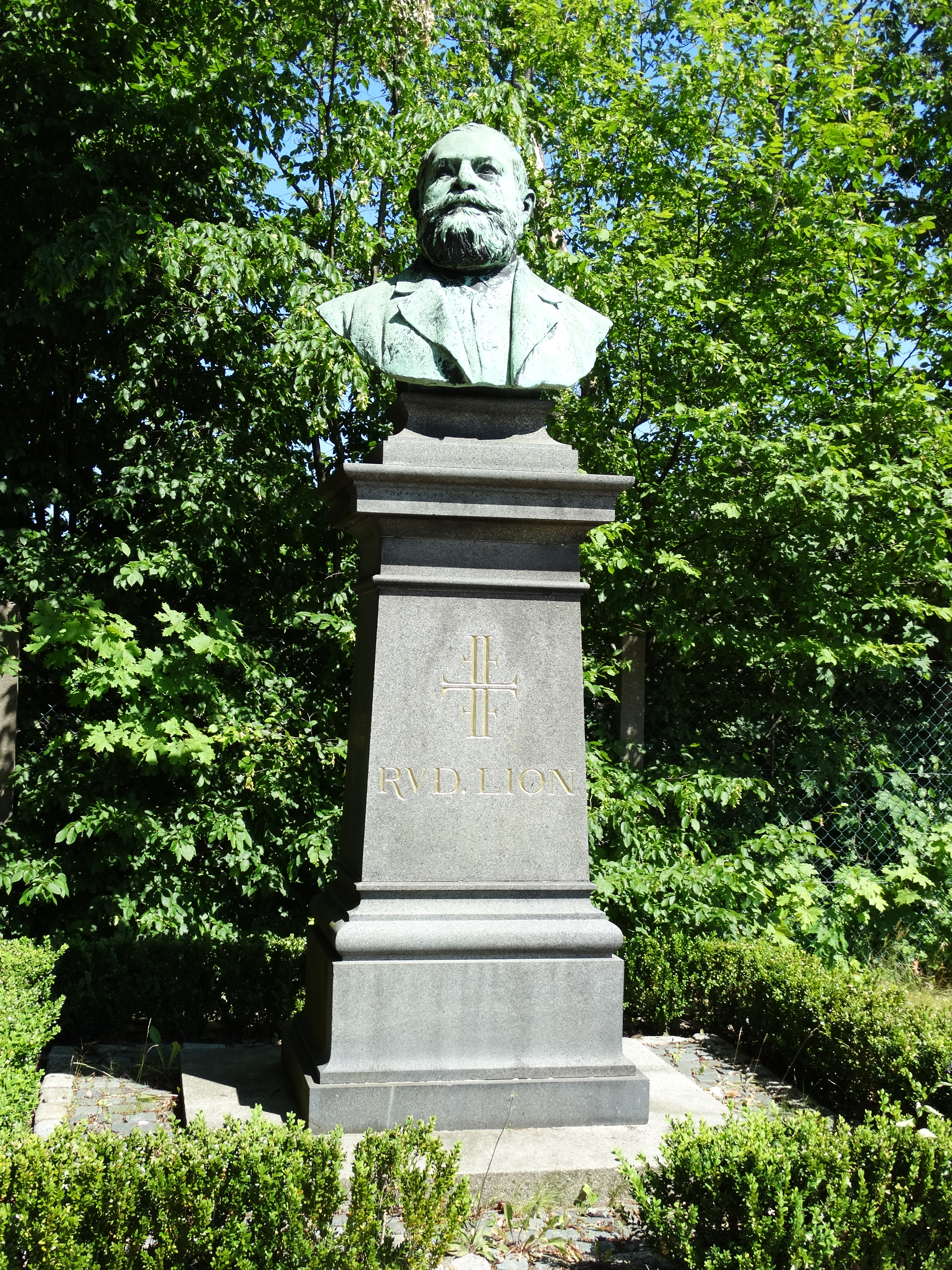
Liondenkmal auf dem Hofer Jahnsportplatz

Rudolf Lion (* 17. April 1843 in Göttingen; † 6. Mai 1893 in Erlangen) war ein Hofer Turnlehrer, Buchhändler und Verleger. Er erwarb sich Verdienste um das Turnwesen, vor allem das Schulturnen, und durch die Veröffentlichung von Friedrich Ludwig Jahns Werken.

## Leben
Rudolf Lion war Vorsitzender des Turnvereins Hof. Als Kreisvertreter des Bayerischen Turnerbundes wurde er anlässlich des Turntages 1861 als Mitglied des Fünferausschusses mit der Vorbereitung zur Gründung des Deutschen Turner-Bundes beauftragt. Außerdem war er 1868 Mitbegründer des heutigen Turngaues Fichtelgebirge-Nordoberfranken.
Nachdem das Mädchenturnen an der Höheren Töchterschule in Hof im Jahr 1860 Eingang gefunden hatte, wurden ab 1868 die Volksschullehrer von Rudolf Lion für den Unterricht vorbereitet. 1869 wurde er vom Magistrat zum städtischen Hauptturnlehrer gewählt.
In der Buchhandlung von C. H. Wolleydt, die dieser 1853 erwarb und in G. A. Grau & Cie. umfirmierte, arbeitete Lion als Prokurist, bis er sie schließlich 1870 von Wolleydt kaufte. Neben dem Buchsortiment beschäftigte sich Lion mit dem Verlegen von Schriften aus dem Gebiete des Turnwesens sowie Schulbüchern. Nach seinem Tod übernahm zunächst seine Tochter Julie das Geschäft und danach ihr Sohn Ad. C. Th. Lion, der bis dahin als Geschäftsführer fungierte.

## Ehrungen

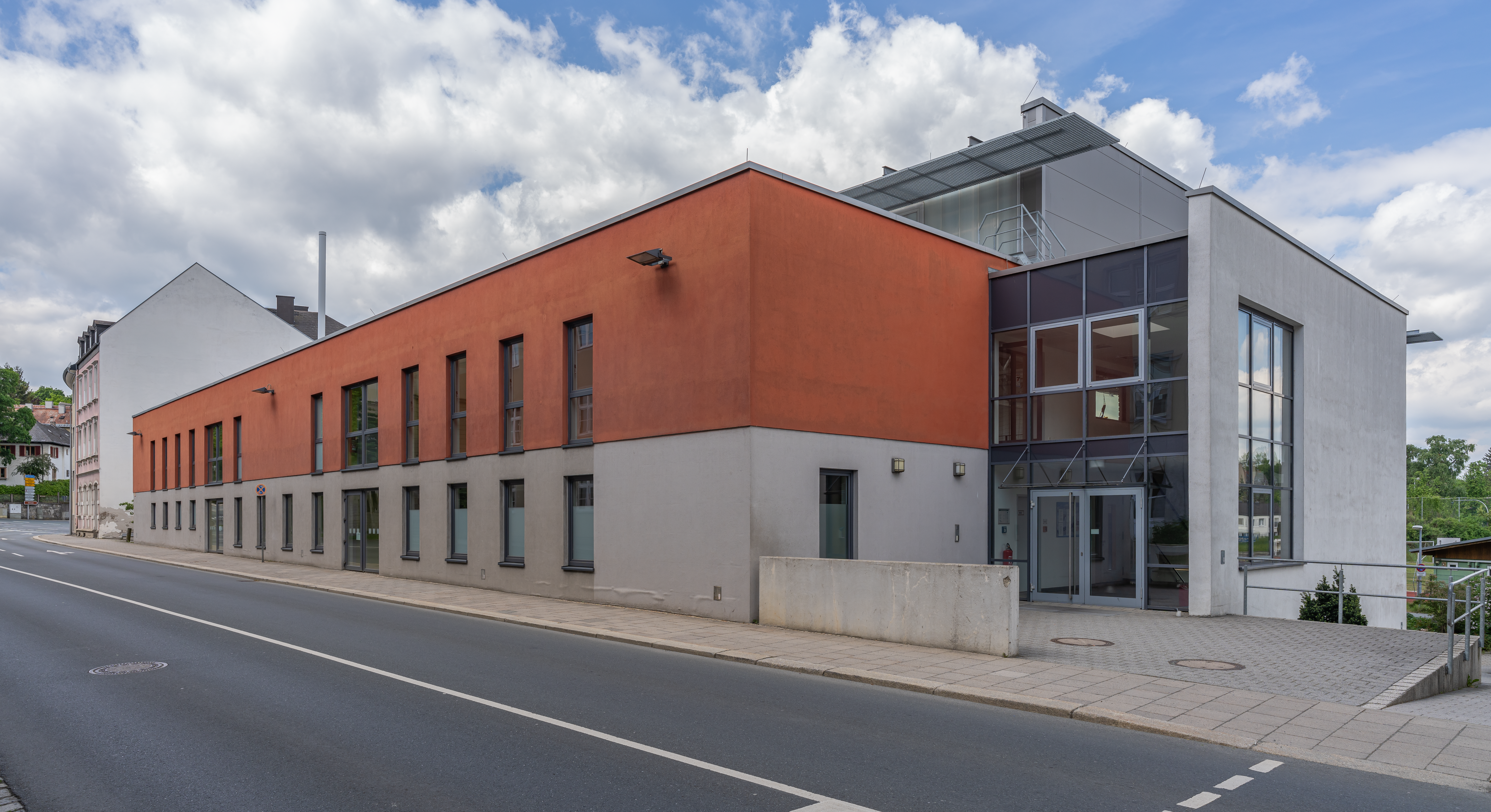
Ansicht der nach Lion benannten Sporthalle

Die Stadt Hof ehrt Lion auf vielfältige Weise:
Für seine Verdienste wurde ihm 1896 ein Denkmal auf dem Jahn-Sportplatz in Hof errichtet.
Weiter trägt die nahegelegene Lionstraße – sie verbindet die Jahnstraße mit dem Wölbattendorfer Weg – seinen Namen. Schließlich wurde 2007 die neue Sporthalle zwischen Sigmundsgraben und Saale gegenüber dem Jean-Paul-Gymnasium nach ihm benannt, sie heißt Rudolf-Lion-Halle.

## Publikationen
- Rudolf Lion: Verordnungen und amtliche Bekanntmachungen des Turnwesen in Bayern betreffend. Rudolf Lion, Hof 1872.
- Rudolf Lion: Die Organisation des XII. Deutschen Turnkreises. G. A. Grau & Co., Hof 1888.

## Verlegte Werke (Auswahl)
- Carl Tanera, E. Zimmer: Schwere Kämpfe. Rudolf Lion, Hof 1880.
- Georg Hirth, F. Rudolf Gasch: Das gesamte Turnwesen: Ein Lesebuch für deutsche Turner. Rudolf Lion, Hof 1893.
- Deutsche Turnerschaft: Handbuch der deutschen Turnerschaft. G. A. Grau & Co., Hof 1892.
- Carl Euler (Hrsg.): Friedrich Ludwig Jahns Werke. Rudolf Lion, Hof (2 Bände; 1884–1887).